# Bregenzer Ach
Die Bregenzer Ach (auch Bregenzer Ache oder Bregenzerach) ist ein etwa 67 Kilometer langer Zufluss des Bodensees im österreichischen Bundesland Vorarlberg. Benannt ist die Ach nach der Vorarlberger Landeshauptstadt Bregenz, für die sie die Grenze zu den Nachbargemeinden Hard und Lauterach darstellt.

## Geographie

### Flusslauf
Die Bregenzer Ach entspringt an der Ostflanke der Mohnenfluh oberhalb von Schröcken im Lechquellengebirge in 2400 Metern Höhe. Sie entwässert mit ihren Zuflüssen den Nordteil des Lechquellengebirges, den Westteil der Allgäuer Alpen sowie große Teile des Bregenzerwaldgebirges in Richtung Nordwesten. Einhergehend mit dem Tal der Bregenzer Ach zeigt sich auch die Besiedelung des Bregenzerwalds. Nahezu alle Dörfer und Gemeinden des Bregenzerwalds liegen im Tal der Bregenzer Ach oder im Tal einer ihrer Nebenflüsse.
Nach etwa 67 km Flusslauf mündet die Bregenzer Ach als Gemeindegrenze zwischen der Landeshauptstadt Bregenz und der Marktgemeinde Hard in den Bodensee.

### Bregenzerachschlucht
Zwischen Egg und Kennelbach fließt die Bregenzer Ach in einer Schlucht, die nicht besiedelt ist. Ab der Einmündung der Weißach bis Wolfurt/Kennelbach ist die Schlucht eng, mit steilen unzugänglichen Waldhängen. Hier gibt es keine Straßen und Wege. Seit 1995 ist dieser Teil ein Europaschutzgebiet (Natura-2000-Gebiet). Linksseitig ist der Ippachwald mit seinen steilen Hängen hinauf zum Schneiderkopf. Rechtsseitig liegt die – inzwischen stark verfallene – Trasse der 1985 stillgelegten Bregenzerwaldbahn.

### Einzugsgebiet und Nebenflüsse

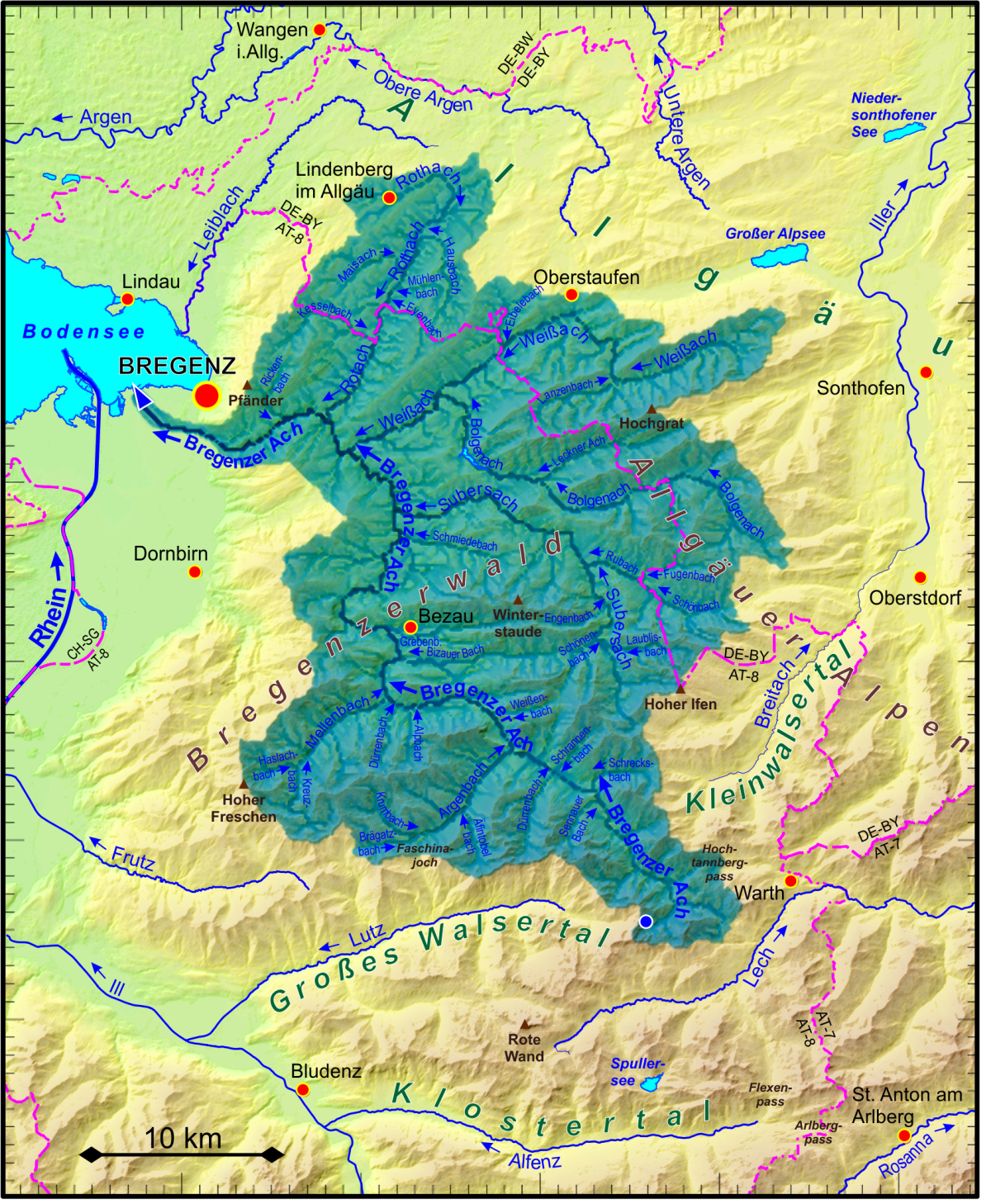
Einzugsgebiet der Bregenzer Ach

Die Bregenzer Ach entwässert mit ihrem Einzugsgebiet von 835 km² beinahe die gesamte Fläche des Bregenzerwalds und ist mit einer mittleren Wasserführung von 41 m³/s der wichtigste Fluss im Nordteil des Bundeslands Vorarlberg. Außerdem erstreckt sich das Einzugsgebiet auf Teile des Allgäus in Bayern.
Der Ost- bzw. Nordrand des Einzugsgebiets fällt mit der Europäischen Hauptwasserscheide zusammen, die hier das Flusssystem des Rheins vom
Flusssystem der Donau (Nebenflüsse Lech und Iller) trennt.
Von den zahlreichen Nebenflüssen der Bregenzer Ach sind die Rotach und die Weißach (mit Bolgenach) sowie die Subersach im Mittellauf die bedeutsamsten. Sie sind es auch, die die markantesten Täler des so genannten Vorderwalds formen, die maßgeblich für dessen Besiedelung sind.

### Mündung
Seit Beendigung der Kiesbaggerung ist ein Delta entstanden, das immer weiter in den Bodensee hineinreicht.  Wegen dieser einmaligen Landschaft mit seltenen Pflanzen und Tieren und der hohen natürlichen Dynamik steht das Delta unter strengem Naturschutz, betreten ist generell verboten.

## Naturschutz
Im Bereich der Bregenzer Ach und den angrenzenden Berghängen gibt es mehrere Naturschutzgebiete unterschiedlicher Größe und Bedeutung.
- Körbersee (Pflanzenschutzgebiet)
- Kanisfluh (Landschaftsschutzgebiet)
- Naturpark Nagelfluhkette (großer grenzüberschreitender Naturpark)
- Bregenzerachschlucht[5] (Europaschutzgebiet)
- Mehrerauer Seeufer – Mündung der Bregenzerach[6] (Natur- und Europaschutzgebiet)

## Nutzung

### Verkehr
Immer schon stellte die Bregenzer Ach eine verkehrstechnische Herausforderung dar. Nur an wenigen Stellen war der Fluss gefahrlos passierbar, sodass schon bald erste Holzbrücken entstanden. Einige existieren bis heute und stehen unter Denkmalschutz. Die modernen Talbrücken sind teilweise von beachtlichen Ausmaßen, etwa die Lingenauer Hochbrücke, eine der höchsten Stahlbeton-Bogenbrücken Mitteleuropas. Eine Besonderheit stellte die Seilbahnfähre Andelsbuch–Schwarzenberg dar.
Die Bregenzerwaldstraße (L200) folgt ab Egg im größten Teil ihres Verlaufs durch den Bregenzerwald der Bregenzer Ach. Von Kennelbach bis Bezau folgte zudem die Bregenzerwaldbahn dem Fluss, die heute noch zwischen Schwarzenberg und Bezau als Museumsbahn fährt.

### Sport
Der Unterlauf der Bregenzer Ach ist wegen seiner Eignung für den Wildwassersport auch touristisch von Bedeutung und kann ganzjährig befahren werden. Anfänger in diesen Sportarten können spezielle Kurse belegen; Unterkünfte, Park- und Campingplätze sind verfügbar. Der Oberlauf der Ach stellt ein starkes Wildwasser dar und ist daher für versierte Sportler noch interessanter. Durch den Bau von Wasserkraftwerken (z. B. Kraftwerk Andelsbuch) und Wasserableitungen ist er jedoch nur im Frühjahr, manchmal auch noch später nach starken Regenfällen, befahrbar. Ein Wehr bei der Weißach-Mündung dient zur Regulierung der Wassermenge für Freunde von Wildwasserpaddeln oder Kajak. Auf der Ach wird das Kajakfahren im Rahmen der Outdoortrophy ausgetragen, eines Extrem-Staffelwettkampfs mit den Disziplinen Berglauf, Paragleiten, Wildwasserkajak und Mountainbike.

### Energiegewinnung
Die Bregenzer Ach und ihre Nebenflüsse werden durch fünf Wasserkraftwerke der illwerke vkw AG zur Erzeugung von elektrischer Energie genutzt. Unter diesen befindet sich das Kraftwerk Langenegg, das die Bolgenach und die Subersach nutzt. Daneben existieren noch die Kraftwerke Alberschwende und Andelsbuch sowie die Kleinkraftwerke in Au und Schoppernau.

## Bilder

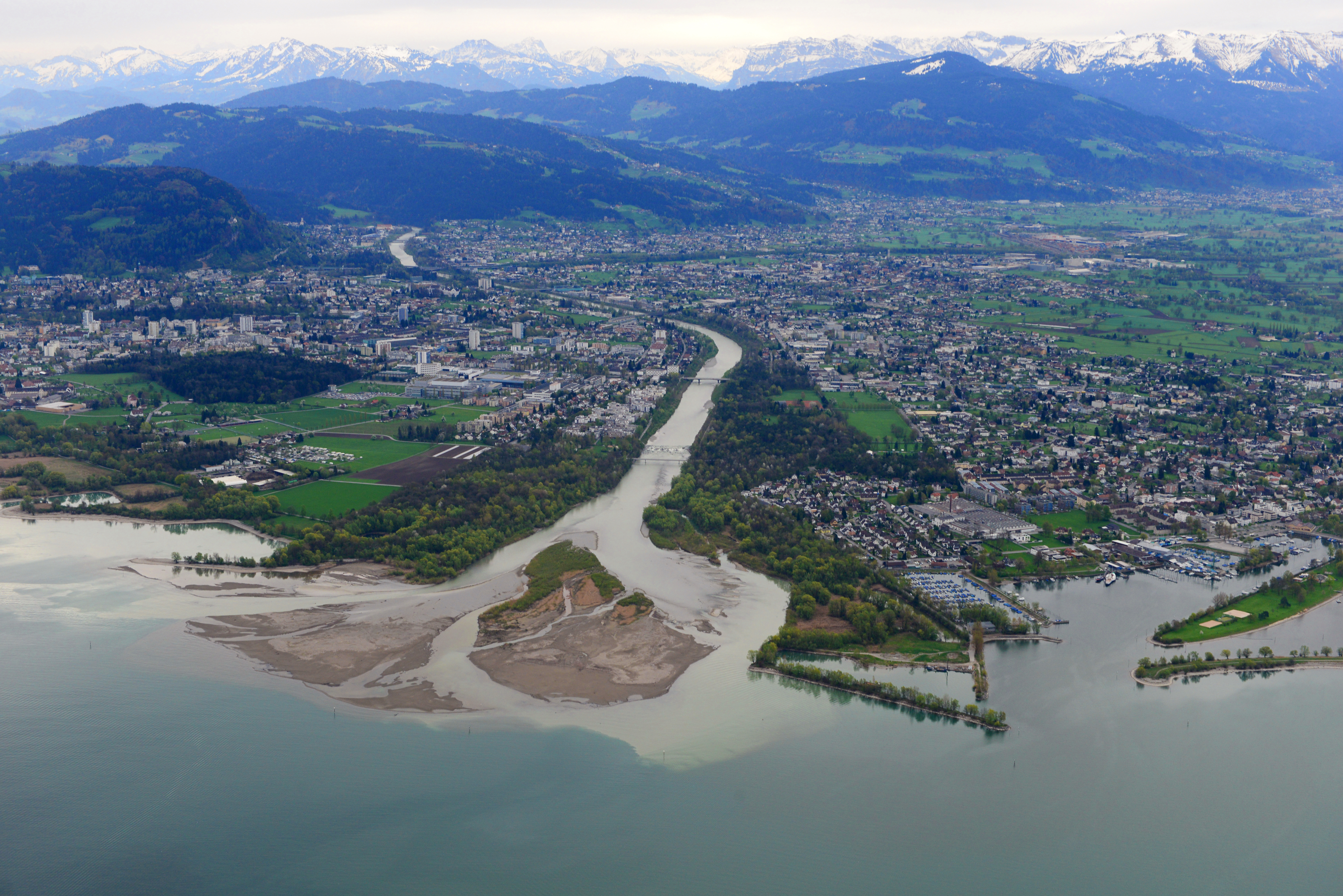
Mündung der Bregenzer Ach in den Bodensee
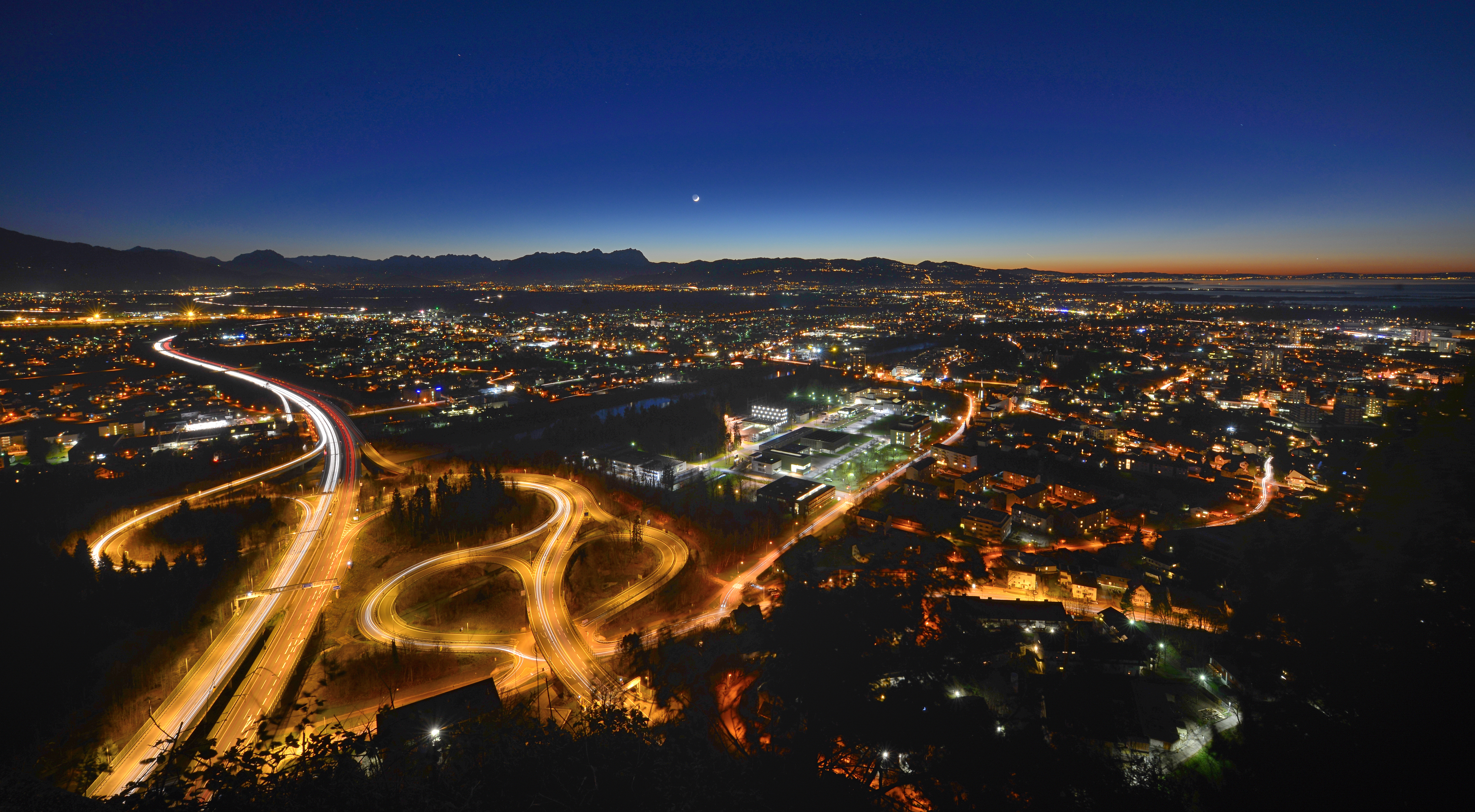
Achverlauf durch die Hofsteiggemeinden
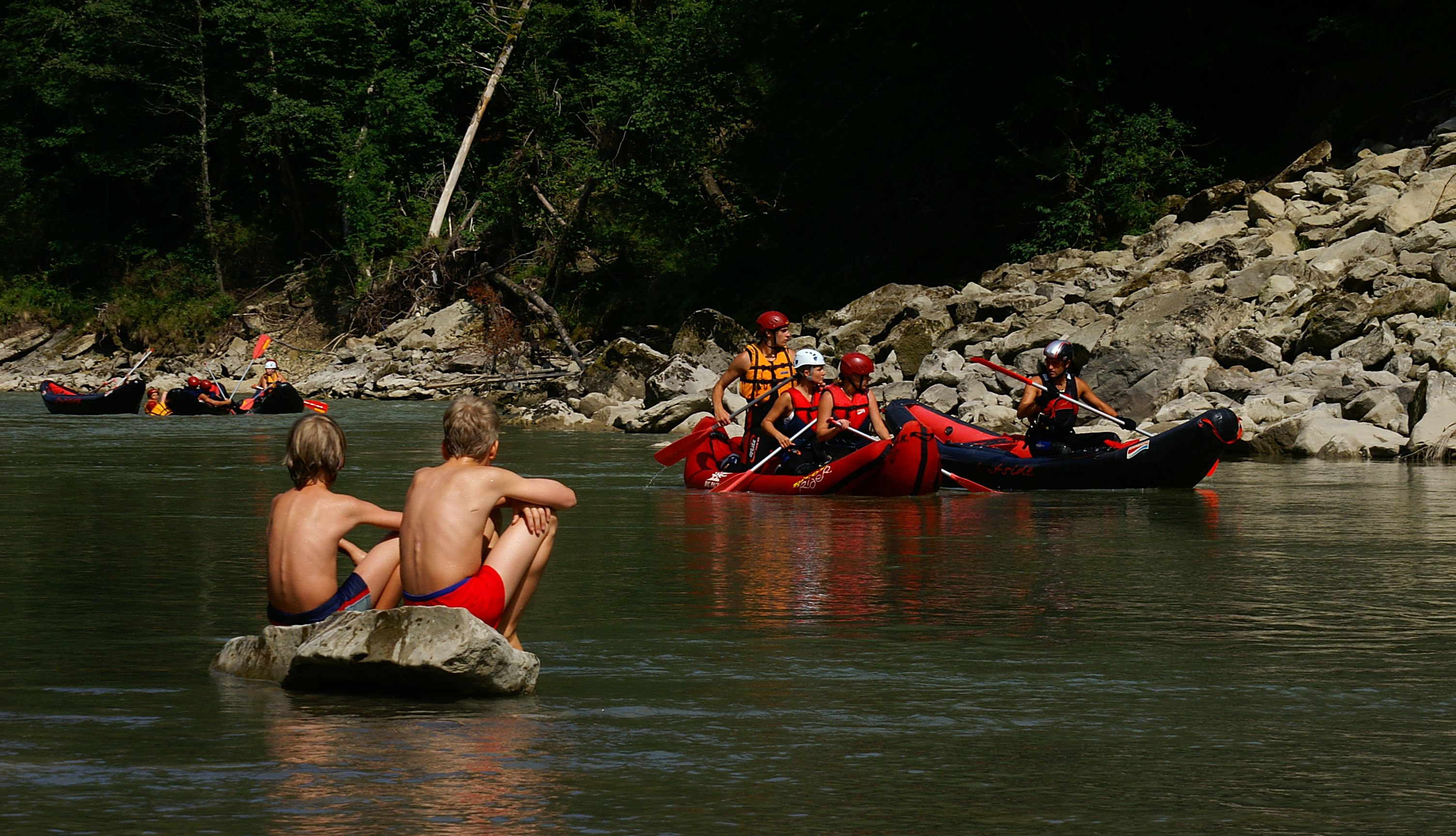
Kanuten an der Bregenzer Ach